# Andrí Kobolev
Andrí Volodímirovitx Kobolev (en ucraïnès, Андрій Володи́мирович Коболєв; Kíev, 16 d'agost de 1978) és un empresari ucraïnès, director executiu de la companyia energètica estatal Naftogaz.
Kobolev va néixer a Kíev. L'any 2000 es va graduar per l'Institut de Relacions Internacionals de la Universitat Nacional Taràs Xevtxenko de Kíev amb un màster en relacions econòmiques internacionals. Va començar la seva carrera professional a l'empresa PricewaterhouseCoopers (1999-2002). Hi va treballar com a consultor de gestió i com a responsable de projectes de gestió estratègica i de reorganització corporativa. Abans del seu nomenament com a director general de Naftogaz, Kobolev va ser un assessor del grup de banca i inversió privada AYA Capital. Va treballar per Naftogaz entre 2002 i 2010, on va iniciar la seva trajectòria com a especialista en el departament d'economia i política de preus. Entre 2006 i 2007 va ocupar el càrrec de director del Departament de Finances Corporatives i Política de Preus i de 2008 a 2010 va ser assessor del president. En aquests càrrecs va participar en nombroses negociacions amb la russa Gazprom.
Entre 2004 i 2010, va coordinar el procés de recaptació de deutes de bancs internacionals per dos milions de dòlars i va ser el responsable de la reestructuració de deute extern l'any 2009.
Andrí Kobolev va ser nomenat executiu en cap de Naftogaz després de la revolució ucraïnesa de 2014. Immediatament després d'obtenir el càrrec, va ser haver d'enfrontar els reptes de les negociacions amb Gazprom (que volia augmentar el preu del gas a Ucraïna un 80% com a resposta a la revolució), el fet que empreses del país es neguessin a pagar els seus deutes, i que Rússia intentés evitar que Ucraïna importés gas d'Europa.
Es considera que el paper de Kobolev l'octubre de 2014 va ser clau per acceptar un acord gasístic provisional entre Ucraïna, Rússia i la Comissió Europea. Kobolev va subratllar, però, que aquest era una mesura provisional i que dinamitzar l'eficiència energètica del país i diversificar les fonts de subministrament eren imperatius estratègics.